# Pteronotus parnellii
Pteronotus parnellii е вид бозайник от семейство Mormoopidae.

## Разпространение
Видът е разпространен в Белиз, Боливия, Бразилия, Венецуела, Гватемала, Гвиана, Доминиканска република, Колумбия, Коста Рика, Куба, Мексико (Сонора и Тамаулипас), Никарагуа, Панама, Перу, Пуерто Рико, Салвадор, Сейнт Винсент и Гренадини, Суринам, Тринидад и Тобаго, Френска Гвиана, Хаити, Хондурас и Ямайка.